# The Masked Avenger
The Masked Avenger è un film muto del 1922 diretto da Frank B. Fanning.

## Trama
Soprannominato "Pat of Paradise", Austin Patterson è proprietario di un ranch in una zona sovente teatro di razzie da parte di una misteriosa banda di cavalieri mascherati, ladri di bestiame. Gli allevatori del posto si organizzano e indicono una serie di riunioni per cercare di combattere il fenomeno e sbarazzarsi dei ladri. Patterson, dal canto suo, si tiene al di fuori di tutto. Ma, quando pure il suo bestiame diventa oggetto di una razzia da parte dei misteriosi cavalieri, scende anche lui sul piede di guerra, deciso a trovare i banditi. Mette sotto sorveglianza il ranch e, mascherato pure lui, si aggira in zona pronto a intervenire. Una notte, finalmente, i banditi si fanno vivi. Ma gli altri allevatori credono che anche lui, camuffato com'è, sia uno dei ladri. Patterson dovrà mettersi d'impegno per dimostrare la propria innocenza.

## Produzione
Il film fu prodotto dalla Doubleday Production Company con il titolo di lavorazione Pat O'Paradise.

## Distribuzione
Distribuito dalla Western Pictures Exploitation Company, il film uscì nelle sale statunitensi il 6 febbraio 1922.
Non si conoscono copie ancora esistenti della pellicola che viene considerata presumibilmente perduta.

## Galleria d'immagini

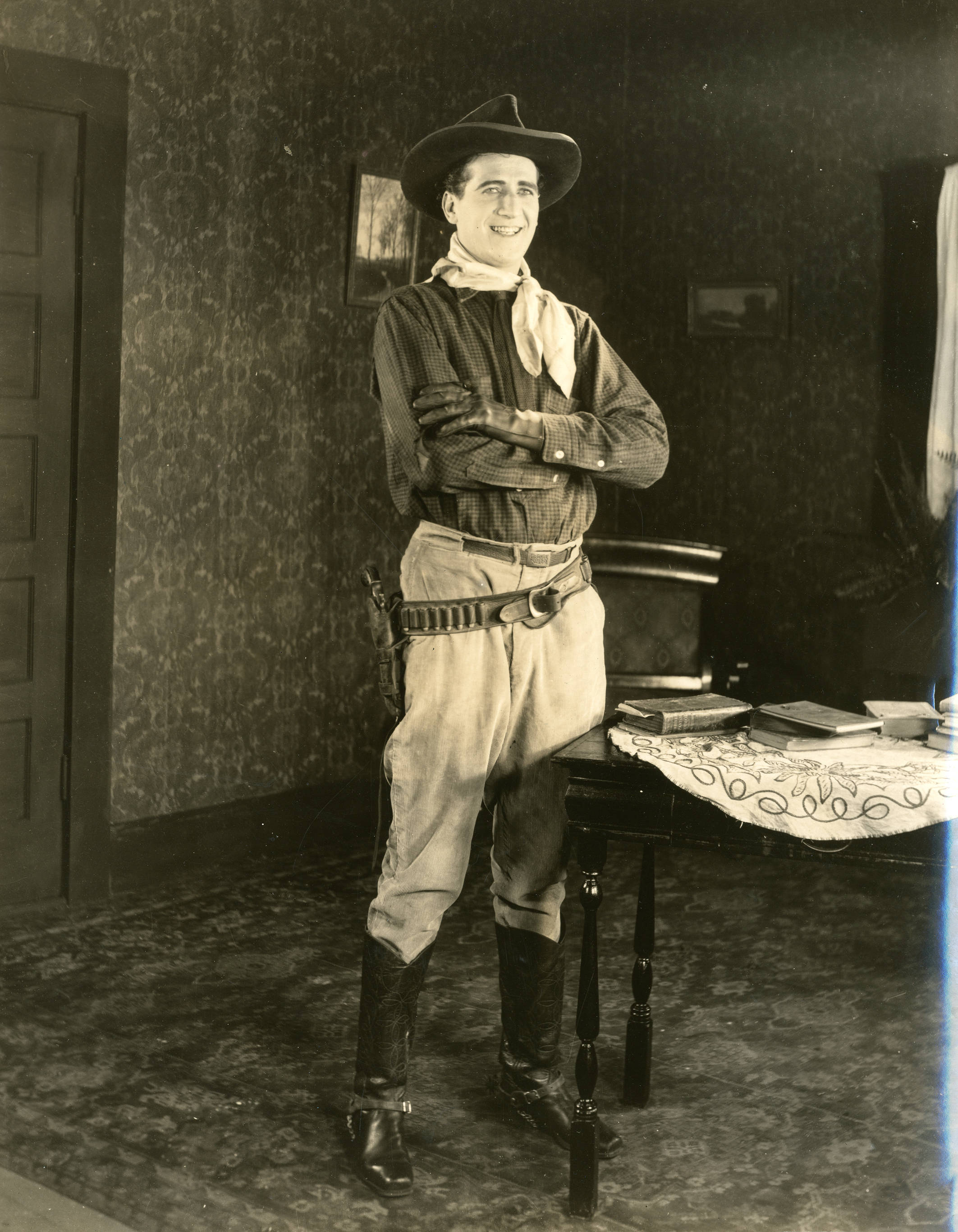
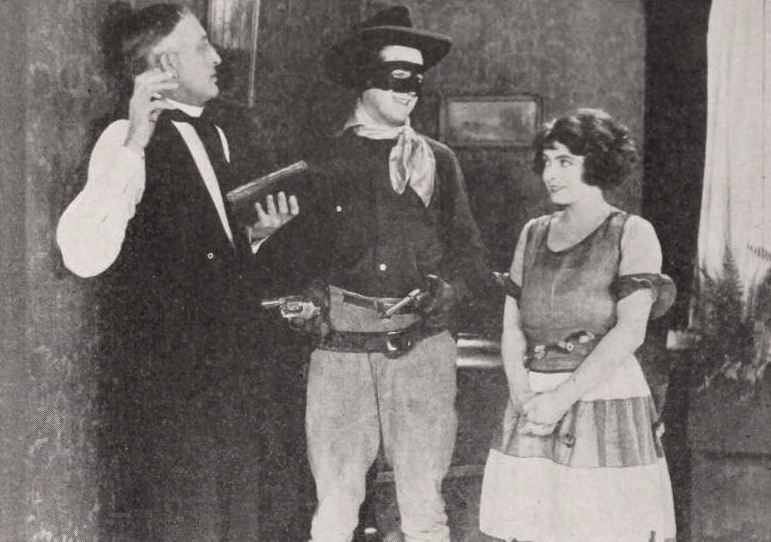
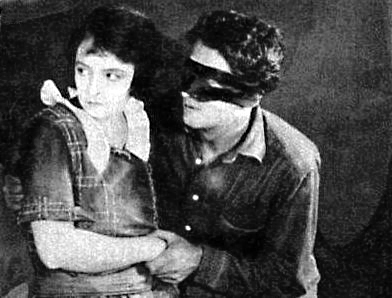
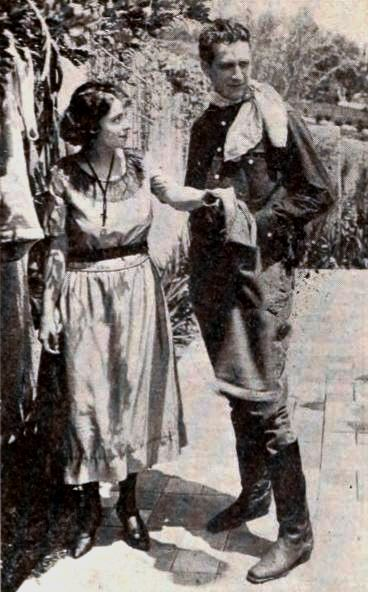